# Festival di Cannes 2023
La 76ª edizione del Festival di Cannes si è svolta a Cannes dal 16 al 27 maggio 2023, inaugurata dalla proiezione di Jeanne du Barry - La favorita del re di Maïwenn e chiusa da quella del film d'animazione Pixar Elemental. La giuria internazionale del concorso, presieduta dal regista svedese Ruben Östlund, già vincitore della precedente edizione del Festival, ha assegnato la Palma d'oro al francese Anatomia di una caduta di Justine Triet.

## Selezione ufficiale
La lista dei lungometraggi componenti la selezione ufficiale del Festival è stata annunciata il 13 aprile 2023, con delle aggiunte il 24 aprile:

### Concorso
- Anatomia di una caduta (Anatomie d'une chute), regia di Justine Triet (Francia)
- Ancora un'estate (L'Été dernier), regia di Catherine Breillat (Francia)
- Asteroid City, regia di Wes Anderson (Stati Uniti d'America)
- Banel et Adama, regia di Ramata-Toulaye Sy (Francia, Senegal)
- Città d'asfalto (Black Flies), regia di Jean-Stéphane Sauvaire (Stati Uniti d'America)
- La chimera, regia di Alice Rohrwacher (Italia, Francia, Svizzera)
- Club Zero, regia di Jessica Hausner (Austria, Regno Unito, Germania, Francia, Danimarca)
- Foglie al vento (Kuolleet lehdet), regia di Aki Kaurismäki (Finlandia)
- Il gusto delle cose (La Passion de Dodin Bouffant), regia di Trần Anh Hùng (Francia)
- L'innocenza (Kaibutsu), regia di Hirokazu Kore'eda (Giappone)
- May December, regia di Todd Haynes (Stati Uniti d'America)
- The Old Oak, regia di Ken Loach (Regno Unito)
- Perfect Days, regia di Wim Wenders (Germania, Giappone)
- Qīngchūn, regia di Wang Bing (Francia, Lussemburgo, Paesi Bassi)
- Quattro figlie (Les Filles d'Olfa), regia di Kaouther Ben Hania (Francia, Tunisia, Germania)
- Racconto di due stagioni (Kuru otlar üstüne), regia di Nuri Bilge Ceylan (Turchia, Francia, Germania, Svezia)
- Rapito, regia di Marco Bellocchio (Italia, Francia, Germania)
- Le Retour, regia di Catherine Corsini (Francia)
- Il sol dell'avvenire, regia di Nanni Moretti (Italia, Francia)
- L'ultima regina - Firebrand (Firebrand), regia di Karim Aïnouz (Regno Unito)
- La zona d'interesse (The Zone of Interest), regia di Jonathan Glazer (Regno Unito, Polonia)

### Un Certain Regard
- The Animal Kingdom (Le Règne animal), regia di Thomas Cailley (Francia, Belgio) - film d'apertura
- Augure - Ritorno alle origini (Augure), regia di Baloji (Congo, Belgio, Paesi Bassi, Germania, Sudafrica)
- Los colonos, regia di Felipe Gálvez Haberle (Cile, Argentina, Danimarca)
- Crowrã, regia di João Salaviza e Renée Nader Messora (Portogallo, Brasile)
- I delinquenti (Los delincuentes), regia di Rodrigo Moreno (Argentina, Brasile, Cile, Lussemburgo)
- How to Have Sex, regia di Molly Manning Walker (Regno Unito)
- Hwaran, regia di Kim Chang-hoon (Corea del Sud)
- Kadhib ʾabyaḍ, regia di Asmae El Moudir (Marocco, Egitto)
- Kafka a Teheran (Āyehā-ye zamini), regia di Ali Asgari e Alireza Khatami (Iran, Lussemburgo)
- Il mistero scorre sul fiume (Hébiān de cuòwù), regia di Wei Shujun (Cina)
- La natura dell'amore (Simple comme Sylvain), regia di Monia Chokri (Canada, Francia)
- The New Boy, regia di Warwick Thornton (Regno Unito, Australia)
- Niente da perdere (Rien à perdre), regia di Delphine Deloget (Francia)
- Noir Casablanca (Les Meutes), regia di Kamal Lazraq (Marocco, Francia, Belgio)
- Une nuit, regia di Alex Lutz (Francia, Belgio)
- Rán dōng, regia di Antony Chen (Cina)
- Rosalie, regia di Stéphanie Di Giusto (Francia)
- Se solo fossi un orso (Baavgaj bolohson), regia di Pürėvdaš Zolžargal (Mongolia)
- Wadāʿan Jūlyā, regia di Mohamed Kordofani (Sudan, Egitto, Germania, Francia, Arabia Saudita, Svezia)

### Fuori concorso
- L'Abbé Pierre: Une vie de combats, regia di Frédéric Tellier (Francia)
- Elemental, regia di Peter Sohn (Stati Uniti d'America) - film di chiusura
- Geomijip, regia di Kim Ji-woon (Corea del Sud)
- The Idol, regia di Sam Levinson – serie TV, 2 episodi[6] (Stati Uniti d'America)
- Indiana Jones e il quadrante del destino (Indiana Jones and the Dial of Destiny), regia di James Mangold (Stati Uniti d'America)
- Jeanne du Barry - La favorita del re (Jeanne du Barry), regia di Maïwenn (Francia) - film d'apertura
- Killers of the Flower Moon, regia di Martin Scorsese (Stati Uniti d'America)

### Cannes Première
- Cerrar los ojos, regia di Víctor Erice (Spagna, Argentina)
- Il coraggio di Blanche (L'Amour et les Forêts), regia di Valérie Donzelli (Francia)
- Eureka, regia di Lisandro Alonso (Argentina, Francia, Germania, Portogallo, Messico)
- Kubi, regia di Takeshi Kitano (Giappone)
- Perdidos en la noche, regia di Amat Escalante (Messico, Paesi Bassi, Germania, Danimarca, Svizzera, Regno Unito)
- Ritratto di un amore (Bonnard, Pierre et Marthe), regia di Martin Provost (Francia, Belgio)
- Le Temps d'aimer, regia di Katell Quillévéré (Francia, Belgio)

### Proiezioni speciali
- Anselm, regia di Wim Wenders – documentario (Germania)
- Bread and Roses, regia di Sahra Mani – documentario (Stati Uniti d'America, Afghanistan)
- As filhas do fogo, regia di Pedro Costa – cortometraggio (Portogallo)
- Little Girl Blue, regia di Mona Achache (Francia)
- Man in Black, regia di Wang Bing  – documentario (Francia, Cina)
- Occupied City, regia di Steve McQueen – documentario (Regno Unito, Paesi Bassi, Stati Uniti d'America)
- Retratos fantasmas, regia di Kleber Mendonça Filho – documentario (Brasile)
- Strange Way of Life, regia di Pedro Almodóvar – cortometraggio (Spagna)
- Il teorema di Margherita (Le Théorème de Marguerite), regia di Anna Novion (Francia, Svizzera)

#### Proiezioni di mezzanotte
- Acide, regia di Just Philippot (Francia, Belgio)
- Kennedy, regia di Anurag Kashyap (India)
- Hypnotic, regia di Robert Rodriguez (Stati Uniti d'America)
- Omar la fraise, regia di Elias Belkeddar (Francia)
- Project Silence, regia di Kim Tae-gon (Corea del Sud)

### Cortometraggi in concorso
- 27, regia di Flóra Anna Buda (Ungheria, Francia)
- As It Was, regia di Anastasija Solonevyč e Damian Kocur (Ucraina, Polonia)
- Aunque es de noche, regia di Guillermo García López (Spagna, Francia)
- Basri & Salma in a Never-Ending Comedy, regia di Khozy Rizal (Indonesia)
- Fár, regia di Gunnur Martinsdóttir Schlüter (Islanda)
- Nada de todo eso, regia di Patricio Martínez e Francisco Canton (Argentina, Spagna)
- La perra, regia di Carla Melo Gampert (Colombia, Francia)
- Poof, regia di Margaret Miller (Stati Uniti d'America)
- Le Sexe de ma mère, regia di Francis Canitrot (Francia)
- Tits, regia di Eivind Landsvik (Norvegia)
- Wild Summon, regia di Karni Arieli e Saul Freed (Regno Unito)

### Cinéfondation
- Ayyur, regia di Zineb Wakrim – École supérieure des arts visuels de Marrakech (Marocco)
- A Bright Sunny Day, regia di Yupeng He – Columbia University (Stati Uniti d'America)
- Electra, regia di Daria Kashcheeva – Filmová a televizní fakulta Akademie múzických umění v Praze (Repubblica Ceca)
- Darune pust, regia di Shafagh Abosaba e Maryam Mahdiye – Karnameh Institute of Art & Culture (Iran)
- Hole, regia di Hwang Hyein – Korean Academy of Film Arts (Corea del Sud)
- Imogene, regia di Malthe Saxer – Columbia University (Stati Uniti d'America)
- Killing Boris Johnson, regia di Musa Alderson-Clarke – National Film and Television School (Regno Unito)
- The Lee Families, regia di Seo Jeong-mi – Korea National University of Arts (Corea del Sud)
- Nehemich, regia di Yudhajit Basu – Film and Television Institute of India (India)
- Norwegian Offspring, regia di Marlene Emilie Lyngstad – Den Danske Filmskole (Danimarca)
- Osmý den, regia di Petr Pylypčuk – Filmová a televizní fakulta Akademie múzických umění v Praze (Repubblica Ceca)
- Solos, regia di Pedro Vargas – Fundação Armando Alvares Penteado (Brasile)
- el-Toraa', regia di Jad Chahine – High Cinema Institute (Egitto)
- Trenc d'alba, regia di Fatima Kaci – Escola Superior de Cinema i Audiovisuals de Catalunya (Spagna)
- Uhrmenschen, regia di Yu Hao – Filmuniversität Babelsberg Konrad Wolf (Germania)
- La Voix des autres, regia di Fatima Kaci – La Fémis (Francia)

### Cannes Classics

#### Restauri 4K
- L'Amour fou, regia di Jacques Rivette (1967, Francia)
- Asfalto che scotta (Classe tous risques), regia di Claude Sautet (1960, Francia, Italia)
- Barev, yes em, regia di Frunze Dovlatyan (1966, Repubblica Socialista Sovietica Armena)
- Caligola: Ultimate cut, regia di Thomas Negovan (2023), dal film Caligola di Tinto Brass (1979, Stati Uniti d'America, Italia)
- Ces messieurs de la santé, regia di Pierre Colombier (1934, Francia)
- Il chi è di un inquilino (Nagaya shinshiroku), regia di Yasujirō Ozu (1947, Giappone) - 120º anniversario della nascita e 60º della morte di Yasujirō Ozu
- Il disprezzo (Le Mépris), regia di Jean-Luc Godard (1963, Francia, Italia) - in memoria di Jean-Luc Godard
- Es, regia di Ulrich Schamoni (1966, Germania Ovest)
- El esqueleto de la Señora Morales, regia di Rogelio A. González (1959, Messico)
- Il ferroviere, regia di Pietro Germi (1956, Italia)
- I figli della tempesta (Sie fanden eine Heimat), regia di Leopold Lindtberg (1953, Svizzera)
- Hombre de la esquina rosada, regia di René Mugica (1962, Argentina)
- Io ti salverò (Spellbound), regia di Alfred Hitchcock (1956, Stati Uniti d'America)
- Ishanou, regia di Aribam Syam Sharma (1990, India)
- Mississipi Blues, regia di Bertrand Tavernier e Robert Parrish – documentario (1983, Francia)
- Le Rendez-vous des quais, regia di Paul Carpita (1955, Francia)
- Le sorelle Munekata (Munekata kyōdai), regia di Yasujirō Ozu (1950, Giappone) - 120º anniversario della nascita e 60º della morte di Yasujirō Ozu
- Sziget a szárazföldön, regia di Judit Elek (1969, Ungheria)

#### Documentari sul cinema
- 100 Years of Warner Bros., regia di Leslie Iwerks (Stati Uniti d'America)
- Anita, regia di Svetlana Zill e Alexis Bloom (Stati Uniti d'America)
- Chambre 999, regia di Lubna Playoust (Francia)
- Godard By Godard, regia di Florence Platarets (Francia) - in memoria di Jean-Luc Godard
- Liv Ullmann: A Road Less Travelled, regia di Dheeraj Akolkar (Norvegia)
- Michael Douglas, le fils prodige, regia di Amine Mestari (Francia)
- Nelson Pereira dos Santos - Vida de cinema, regia di Aida Marques e Ivelise Ferreira (Brasile)
- La Saga Rassam-Berri, le cinéma dans les veines, regia di Michel Denisot e Florent Maillet (Francia)
- Viva Varda!, regia di Pierre-Henri Gibert (Francia)

## Quinzaine des Cinéastes
La 55ª edizione della sezione parallela della Quinzaine des Réalisateurs, rinominata Quinzaine des Cinéastes, si è svolta dal 16 al 27 maggio 2023, sotto la direzione artistica di Julien Rejl, subentrato a Paolo Moretti. Sono stati presentati i seguenti film, annunciati il 13 aprile 2023:

### Lungometraggi
- Agra, regia di Kanu Behl (India)
- L'Autre Laurens, regia di Claude Schmitz (Belgio, Francia)
- Bên trong vỏ kén vàng, regia di Phạm Thiên Ân (Vietnam)
- Blackbird Blackbird Blackberry, regia di Elene Naveriani (Georgia, Svizzera)
- Blaž, regia di Il'ja Povolockij (Russia)
- Il caso Goldman (Le Procès Goldman), regia di Cédric Kahn (Francia) - film d'apertura[7]
- Conann, regia di Bertrand Mandico (Lussemburgo, Francia, Belgio)
- Creatura, regia di Elena Martín Gimeno (Spagna)
- Déserts, regia di Faouzi Bensaïdi (Marocco, Francia)
- The Feeling That the Time for Doing Something has Passed, regia di Joanna Arnow (Stati Uniti d'America)
- In Flames, regia di Zarrar Khan (Canada)
- Légua, regia di Filipa Reis e João Miller Guerra (Portogallo, Francia, Brasile)
- Il libro delle soluzioni (Le Livre des solutions), regia di Michel Gondry (Francia)
- Mambar Pierrette, regia di Rosine Mbakam (Senegal, Francia)
- Un prince, regia di Pierre Creton (Francia)
- Riddle of Fire, regia di Weston Razooli (Stati Uniti d'America)
- The Sweet East, regia di Sean Price Williams (Stati Uniti d'America)
- Uri-ui haru, regia di Hong Sang-soo (Corea del Sud) - film di chiusura[7]
- Xiǎo bái chuán, regia di Geng Zihan (Cina)

### Proiezioni speciali
- Rolling Thunder, regia di John Flynn (Stati Uniti d'America, 1977)
- La valle del peccato (Vale Abraão), regia di Manoel de Oliveira (Portogallo, Francia, Svizzera, 1993)

### Cortometraggi
- Axxam yaṛɣa, maqaṛ ansaḥmu, regia di Mouloud Aït Liotna (Azerbaigian)
- Il compleanno di Enrico, regia di Francesco Sossai (Italia)
- Dans la tête un orage, regia di Clément Pérot (Francia)
- J'ai vu le visage du diable, regia di Julia Kowalski (Francia)
- Lemon Tree, regia di Rachel Walden (Stati Uniti d'America)
- Margarethe 89, regia di Lucas Malbrun (Germania, Francia)
- Māst del, regia di Maryam Tafakory (Iran)
- Oyu, regia di Atsushi Hirai (Giappone)
- The Red Sea Makes Me Wanna Cry, regia di Faris Alrjoob (Germania)
- Xia ri fu ben, regia di Yue Pan (Cina)

## Settimana internazionale della critica
Sono stati presentati all'interno della sezione parallela della Settimana internazionale della critica, diretta artisticamente per il secondo anno da Ava Cahen, i seguenti film, annunciati il 17 aprile 2023:

### Concorso
- Il pleut dans la maison, regia di Paloma Sermon Daï (Francia)
- Inshallah Walad, regia di Amjad Al-Rasheed (Giordania, Francia, Arabia Saudita)
- Jam, regia di Jason Yu (Corea del Sud)
- Levante, regia di Lillah Halla (Brasile, Uruguay, Francia)
- Lost Country, regia di Vladimir Perišić (Francia, Serbia, Croazia, Lussemburgo)
- Le Ravissement - Rapita (Le Ravissement), regia di Iris Kaltenbäck (Francia)
- Tiger Stripes, regia di Amanda Nell Eu (Malesia, Taiwan, Singapore, Francia, Germania, Paesi Bassi, Indonesia)

### Proiezioni speciali
- L'estate di Cléo (Ama Gloria), regia di Marie Amachoukeli (Francia) - film d'apertura[9]
- La Fille de son père, regia di Erwan Le Duc (Francia) - film di chiusura[9]
- La sindrome degli amori passati (Le Syndrome des amours passées), regia di Ann Sirot e Raphaël Balboni (Belgio, Francia)
- Vincent deve morire (Vincent doit mourir), regia di Stéphan Castang (Francia, Belgio)

## Giurie
Le seguenti persone hanno fatto parte delle giurie delle varie sezioni del Festival:

### Concorso
- Ruben Östlund, regista e sceneggiatore (Svezia) - Presidente di Giuria
- Paul Dano, attore, regista e sceneggiatore (Stati Uniti d'America)
- Julia Ducournau, regista e sceneggiatrice (Francia)
- Brie Larson, attrice, regista e produttrice (Stati Uniti d'America)
- Denis Ménochet, attore (Francia)
- Rungano Nyoni, regista e sceneggiatrice (Zambia, Regno Unito)
- Atiq Rahimi, scrittore, regista e sceneggiatore (Afghanistan)
- Damián Szifrón, regista e sceneggiatore (Argentina)
- Maryam Touzani, regista e sceneggiatrice (Marocco)

### Un Certain Regard
- John C. Reilly, attore (Stati Uniti d'America) - Presidente di Giuria
- Paula Beer, attrice (Germania)
- Davy Chou, regista e sceneggiatore (Francia, Cambogia)
- Émilie Dequenne, attrice (Belgio)
- Alice Winocour, regista e sceneggiatrice (Francia)

### Caméra d'or
- Anaïs Demoustier, attrice (Francia) - Presidentessa di Giuria
- Mikael Buch, regista e sceneggiatore (Francia)
- Nathalie Durand, direttrice della fotografia (Francia)
- Sophie Frilley, amministratrice delegata della TITRAFILM (Francia)
- Nicolas Marcadé, caporedattore de Les Fiches du Cinéma e L'Annuel du cinéma (Francia)
- Raphaël Personnaz, attore (Francia)

### Cinéfondation e cortometraggi
- Ildikó Enyedi, regista e sceneggiatrice (Ungheria) - Presidentessa di Giuria
- Ana Lily Amirpour, regista e sceneggiatrice (Stati Uniti d'America)
- Shlomi Elkabetz, regista e sceneggiatrice (Israele)
- Charlotte Le Bon, attrice (Canada)
- Karidja Touré, attrice (Francia)

### Settimana internazionale della critica
- Audrey Diwan, regista e sceneggiatrice (Francia) - Presidentessa di Giuria
- Rui Poças, direttore della fotografia (Portogallo)
- Franz Rogowski, attore (Germania)
- Meenakshi Shedde, giornalista, curatrice e consulente della programmazione del Festival di Berlino (India)
- Kim Yutani, direttore della programmazione del Sundance Film Festival (Stati Uniti d'America)

### L'Œil d'or
- Kirsten Johnson, documentarista (Stati Uniti d'America) - Presidentessa di Giuria
- Sophie Faucher, attrice (Canada)
- Ovidie, ex-attrice pornografica, scrittrice e regista (Francia)
- Pedro Pimenta, produttore cinematografico (Mozambico)
- Jean-Claude Raspiengeas, giornalista e critico letterario (Francia)

## Palmarès

### Selezione ufficiale
Le giurie della selezione ufficiale hanno premiato i seguenti film:

#### Concorso
- Palma d'oro: Anatomia di una caduta (Anatomie d'une chute), regia di Justine Triet
- Grand Prix Speciale della Giuria: La zona d'interesse (The Zone of Interest), regia di Jonathan Glazer
- Prix de la mise en scène: Trần Anh Hùng per Il gusto delle cose (La Passion de Dodin Bouffant)
- Prix du scénario: Yūji Sakamoto per L'innocenza (Kaibutsu)
- Prix d'interprétation féminine: Merve Dizdar per Racconto di due stagioni (Kuru otlar üstüne)
- Prix d'interprétation masculine: Kōji Yakusho per Perfect Days
- Premio della giuria: Foglie al vento (Kuolleet lehdet), regia di Aki Kaurismäki
- Palma d'oro onoraria: Michael Douglas e Harrison Ford

#### Un Certain Regard
- Premio Un Certain Regard: How to Have Sex, regia di Molly Manning Walker
- Premio della giuria: Noir Casablanca (Les Meutes), regia di Kamal Lazraq
- Miglior regia: Asmae El Moudir per Kadhib ʾabyaḍ
- Miglior interpretazione: il cast di Crowrã
- Premio della libertà d'espressione: Wadāʿan Jūlyā, regia di Mohamed Kordofani
- Premio «Nuove voci»: Augure - Ritorno alle origini (Augure), regia di Baloji

#### Cortometraggi
- Palma d'oro al miglior cortometraggio: 27, regia di Flóra Anna Buda
  - Menzione speciale: Fár, regia di Gunnur Martinsdóttir Schlüter

#### Cinéfondation
1. Norwegian Offspring, regia di Marlene Emilie Lyngstad della Danske Filmskole
2. Hole, regia di Hwang Hyein della Korean Academy of Film Arts
3. Ayyur, regia di Zineb Wakrim dell'École supérieure des arts visuels de Marrakech

### Quinzaine des Cinéastes
La giuria della sezione parallela della Quinzaine des Cinéastes ha premiato i seguenti film:
- Premio Europa Cinema Label: Creatura, regia di Elena Martín Gimeno
- Premio SACD: Un prince, regia di Pierre Creton
- Carrosse d'or: Souleymane Cissé

### Settimana internazionale della critica
La giuria della sezione parallela della Settimana internazionale della critica ha premiato i seguenti film:
- Grand Prix della Settimana internazionale della critica: Tiger Stripes, regia di Amanda Nell Eu
- Premio French Touch della giuria: Il pleut dans la maison, regia di Paloma Sermon Daï
- Premio Louis Roederer Foundation per la miglior scoperta: Jovan Ginić per Lost Country
- Premio SACD: Le Ravissement - Rapita (Le Ravissement), regia di Iris Kaltenbäck
- Aide Fondation Gan à la Diffusion: Inshallah Walad, regia di Amjad Al-Rasheed
- Premio Leica Cine per la miglior scoperta (cortometraggio): Boléro, regia di Nans Laborde-Jourdàa
- Premio Canal+ per il miglior cortometraggio: Boléro, regia di Nans Laborde-Jourdàa

### Premi indipendenti
Altre giurie indipendenti hanno premiato i seguenti film:
- Caméra d'or: Bên trong vỏ kén vàng, regia di Phạm Thiên Ân
- Premio FIPRESCI:
  - Concorso: La zona d'interesse (The Zone of Interest), regia di Jonathan Glazer
  - Un Certain Regard: Los colonos, regia di Felipe Gálvez
  - Settimana internazionale della critica: Levante, regia di Lillah Halla
- Premio della giuria ecumenica: Perfect Days, regia di Wim Wenders
  - Menzione speciale: The Old Oak, regia di Ken Loach
- L'Œil d'or: (ex aequo) Quattro figlie (Les Filles d'Olfa), regia di Kaouther Ben Hania e Kadhib ʾabyaḍ, regia di Asmae El Moudir
- Queer Palm: L'innocenza, regia di Hirokazu Kore'eda
  - Cortometraggio Queer Palm: Boléro, regia di Nans Laborde-Jourdàa
- Premio François-Chalais: Quattro figlie (Les Filles d'Olfa), regia di Kaouther Ben Hania
- Premio AFCAE: La chimera, regia di Alice Rohrwacher
  - Menzione speciale: Foglie al vento (Kuolleet lehdet), regia di Aki Kaurismäki
- Cannes Soundtrack Award / Disque d'Or: Mica Levi per La zona d'interesse
- Prix de la Citoyenneté: Quattro figlie (Les Filles d'Olfa), regia di Kaouther Ben Hania
- Prix du Cinéma positif: Quattro figlie (Les Filles d'Olfa), regia di Kaouther Ben Hania
- Prix CST de l'Artiste-Technicien: Johnnie Burn per il sound design e il montaggio sonoro di La zona d'interesse
  - Menzione speciale: Anne-Sophie Delseries per la scenografia di Il teorema di Margherita (Le Théorème de Marguerite)
- Dog Palm: Snoop di Anatomie d'une chute
  - Menzione speciale: Bijou di Foglie al vento (Kuolleet lehdet)
- Premio Pierre-Angénieux: Barry Ackroyd
- Trophée Chopard:
  - Rivelazione femminile: Naomi Ackie
  - Rivelazione maschile: Daryl McCormack